# Хустайн Нуру
Хустайн Нуру (на монголски: Хустайн нуруу) е национален парк в Монголия.
Намира се в централната част на страната на около 100 километра западно от столицата Улан Батор. Създаден е с цел реинтродукция и развъждане на територията му на изчезналите през 1969 г. диви популации на вида Кон на Пржевалски.

## История
Историята на парка започва в началото на 1990-те, когато холандецът Jan Wouman и германецът Christian Osvald решават да реинтродуцират Коне на Пржевалски в тяхната прародина. През 1992 г. в Монголия са внесени 14 индивида от Холандия, а по-късно още 6 от Аскания Нова в Украйна. По-късно допълнително коне на Пржевалски са внесени още от Холандия, Швейцария и Украйна. Една част от тях са настанени в Хустайн Нуру, а останалите са населени в защитена местност в Гоби. Равносметката е, че през 1996 г. в Монголия конете успешно са аклиматизирани и наброяват 85 индивида на свобода. През 2005 г. и в национален парк Хомин Тал са населени коне на Пржевалски като се създава трета популация на диви екземпляри. Така през 2015 г. тяхната численост в Монголия нараства до 400 индивида.
Монголското правителство обявява парка за зона със специална защита през 1993 г. В началото управлението му се е осъществявало от Асоциация по охрана на околната среда в Монголия. През 2003 г.управлението на националния парк е предадено на неправителствена организация.

## Описание
Националният парк обхваща площ от 50,6 хектара. Намира се в южните покрайнини горско-степната зона. Той има разнообразна екология и местообитания включващи пясъчни дюни, открита степ, речна долина, брезова гора и планини. Надморското височина варира от 1100 до 1840 метра, което е причина за невероятни гледки към съседни географски обекти. В южната му част в близост до поречието на река Туул са известни неолитни гробове от 6 – 7 век.

## Флора
На територията на парка са регистрирани 459 вида висши растения, 85 вида лишеи, 90 вида мъхове и 33 вида гъби.

## Фауна
От животинския свят тук се срещат 44 вида бозайници, най-известни от които са сибирски марал, гушеста газела, сърна, дива свиня, дива овца, сибирски козирог, монголски мармот, вълк, рис, манул, червена лисица, корсак и язовец. Птичият свят е представен от 217 вида като най-видните от тях са: скален орел, брадат лешояд, голяма дропла, поен лебед, черен щъркел, Perdix daurica, домашна кукумявка. Рибите са 16 вида, земноводните са 2, а насекомите 385. От последните 21 вида са мравки, 55 вида пеперуди, 39 вида скакалци. През 2000 г. тук е открит нов вид почвено насекомо неизвестно до този момент. Ето защо научното му име носи името на парка – Epidamaeus khustaiensis..